# Fundacja Kobieca eFKa
Fundacja Kobieca eFKa (zarejestrowana jako Fundacja Kobieca) – organizacja feministyczna powstała w marcu 1991 w Krakowie, wydawca kwartalnika Zadra. Od 1999 prowadzi działalność wydawniczą (m.in. książki Bożeny Keff, Kazimiery Szczuki i Sławomiry Walczewskiej). Od 2006 Fundacja organizuje również Akademię Feministyczną, kursy samoobrony dla kobiet (wendo) i szereg programów edukacyjnych ("Wybory Kobiet").

## Cele statutowe
- Wspieranie solidarności i samodzielności kobiet
- Przeciwdziałanie dyskryminacji kobiet
- Rozwój kultury kobiet